# Lotoseffekt

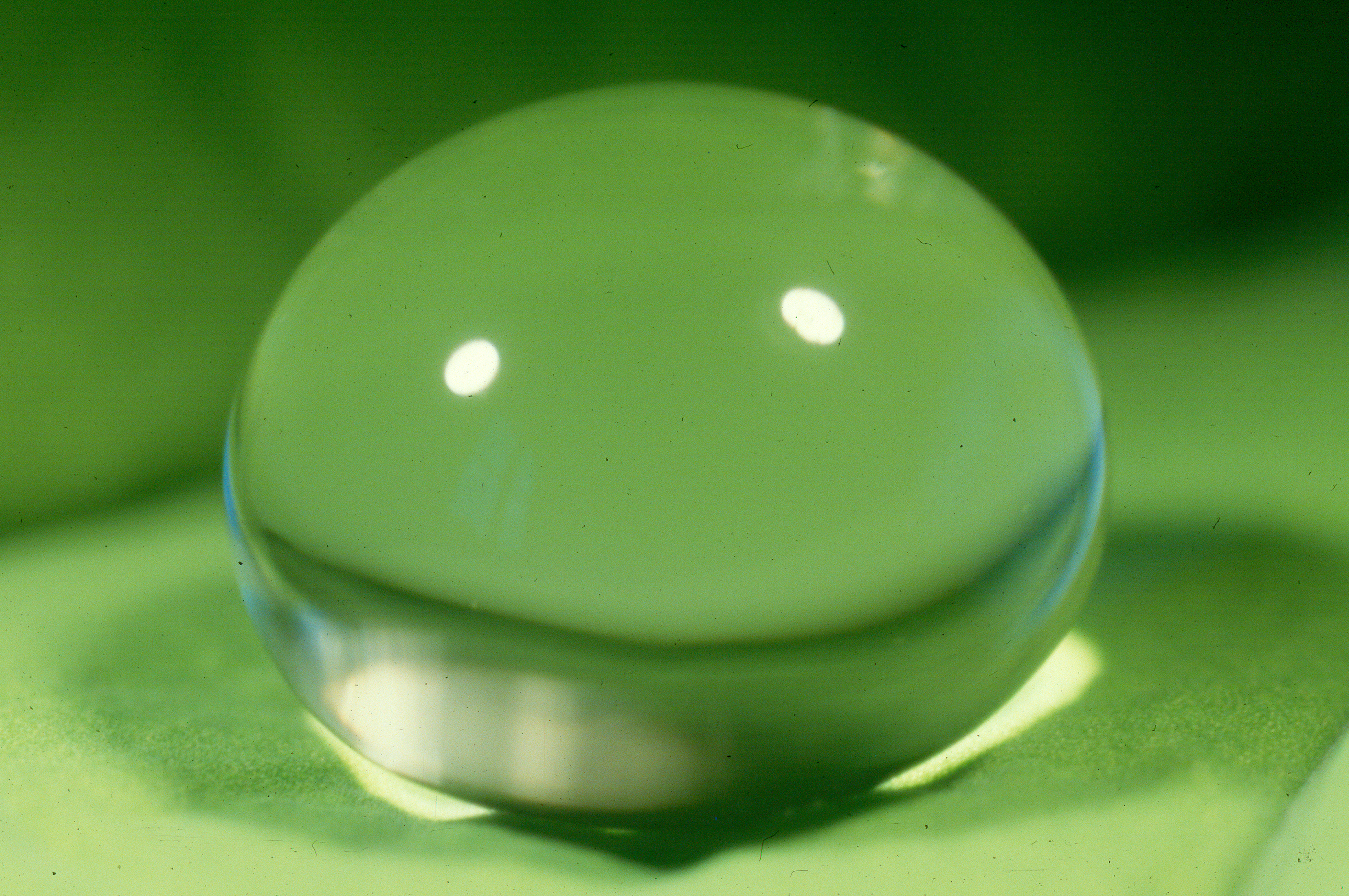
Ein kugelförmiger Wassertropfen („Superhydrophobie“) auf einem Lotusblatt

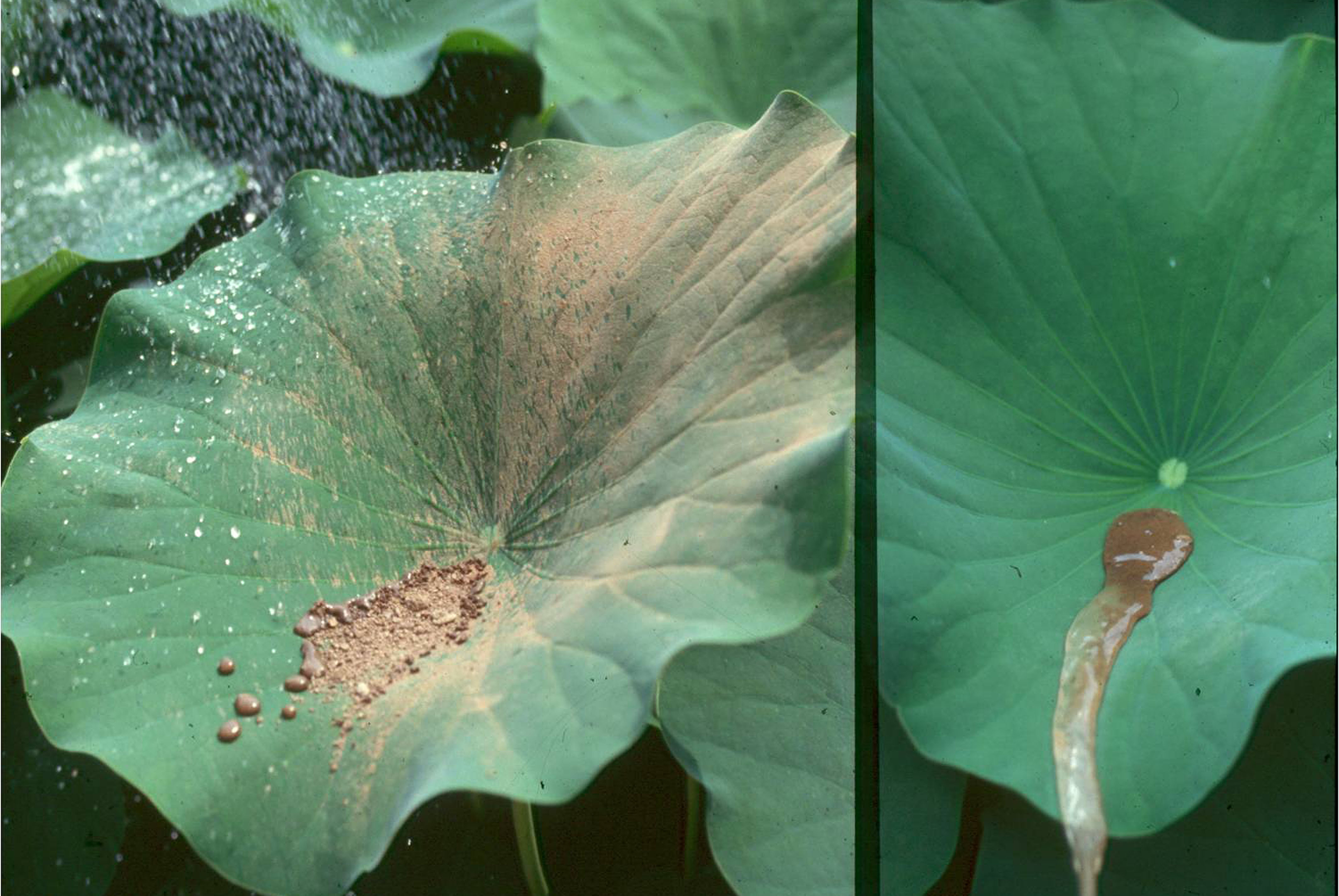
Das Blatt der Heiligen Lotusblume (Nelumbo) ist selbstreinigend: Mit Wasser wird Schmutz (im Foto Erde), aber auch selbst Dieselruß abgespült.

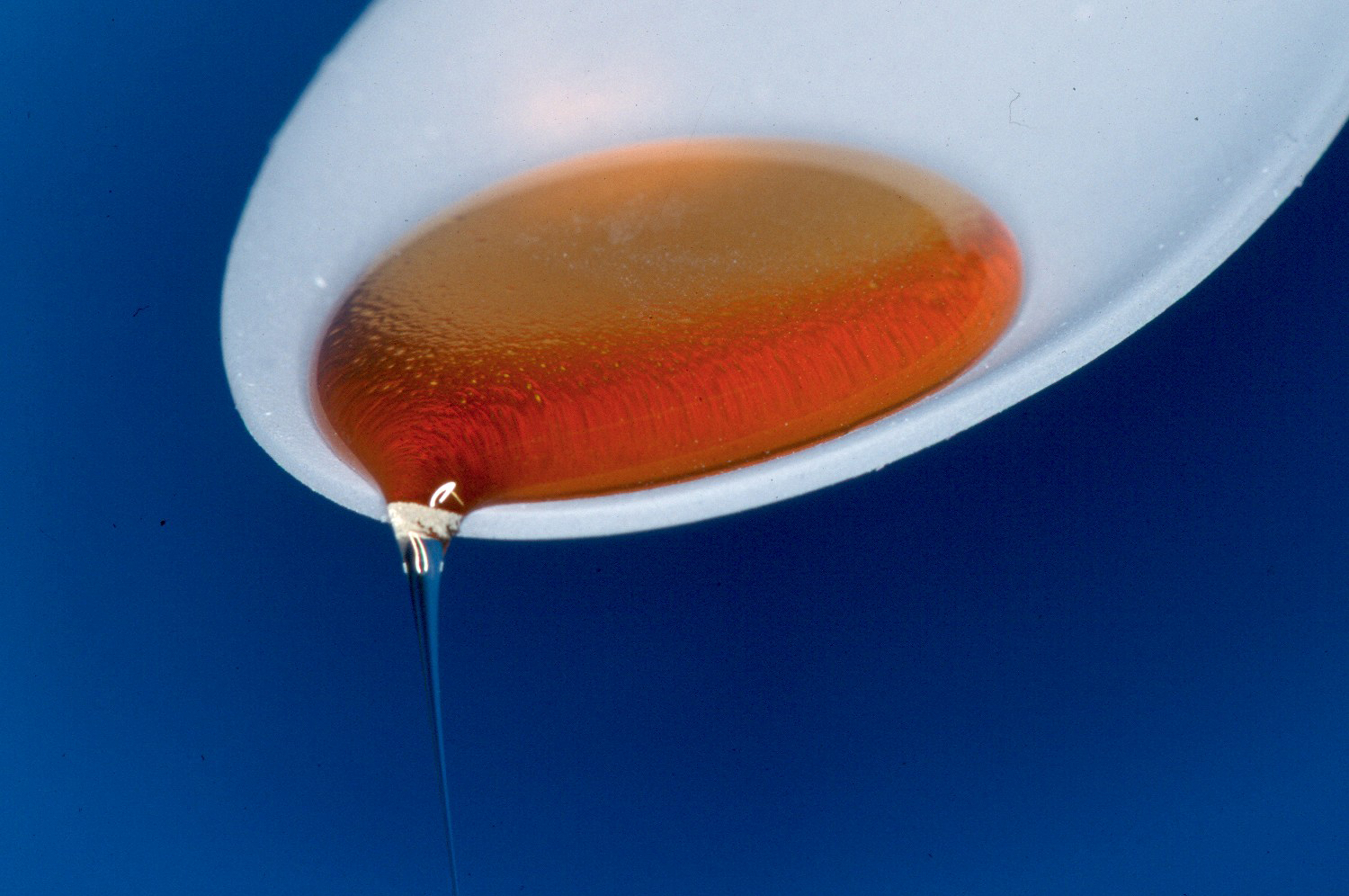
Dieser Honiglöffel mit Lotus-Effekt war 1994 an der Universität Bonn der weltweit erste technische Prototyp zur Demonstration der Selbstreinigung künstlicher Lotus-Oberflächen.

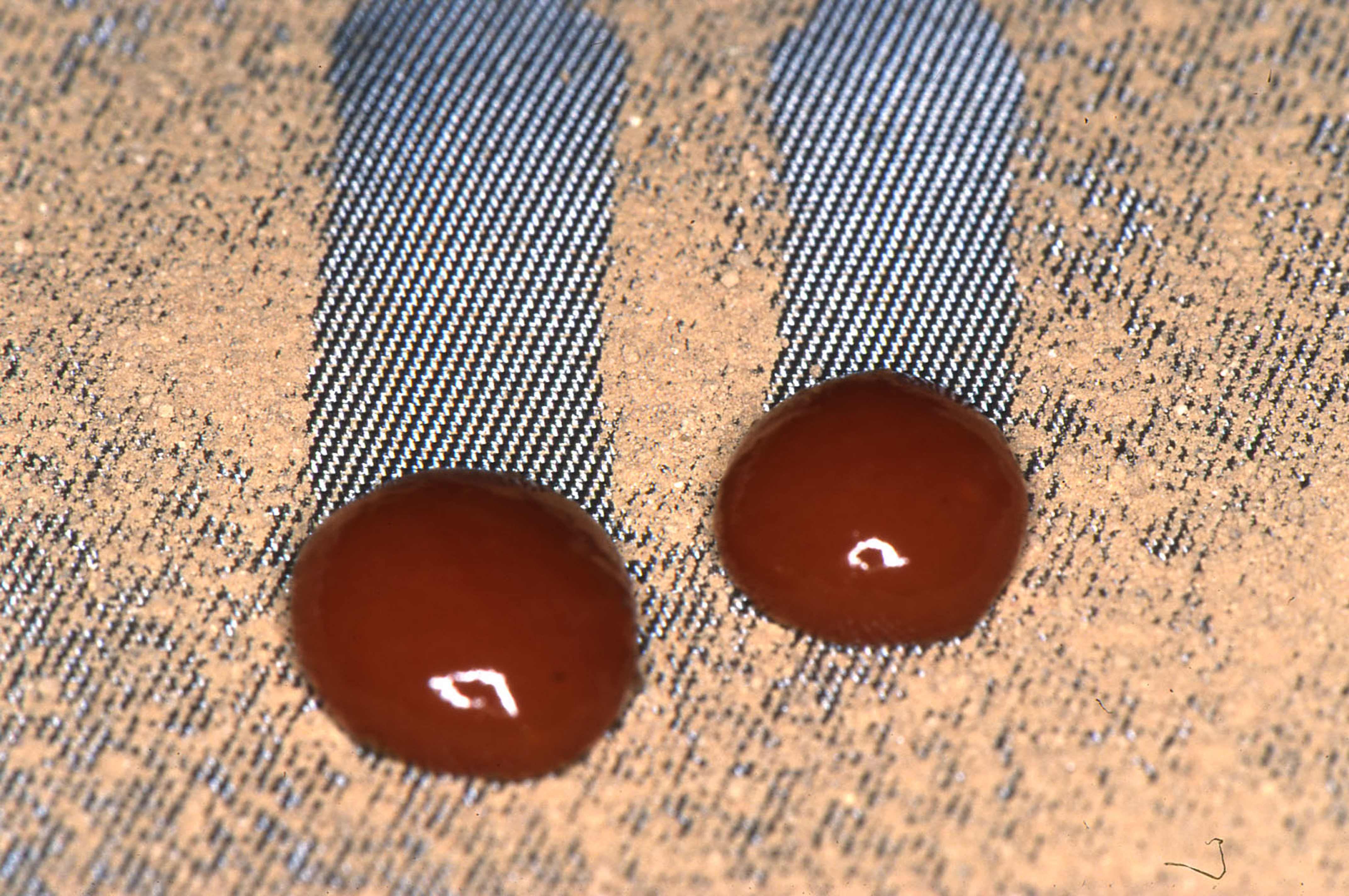
Die biomimetische Umsetzung des Lotus-Effekts an einem 1997 entwickelten Textil: Der aufgebrachte Schmutz wird mit Tomatenketchup abgewaschen.

Als Lotus-Effekt (manchmal im Deutschen auch Lotoseffekt) wird die geringe Benetzbarkeit einer Oberfläche bezeichnet, wie sie bei der Lotospflanze Nelumbo beobachtet werden kann. Wasser perlt in Tropfen oder rutscht von den Blättern ab und nimmt dabei auch alle Schmutzpartikel auf der Oberfläche mit. Verantwortlich dafür ist eine komplexe mikro- und nanoskopische Architektur der Oberfläche, die die Haftung von Schmutzpartikeln minimiert.
Auch andere Pflanzen, wie beispielsweise die Große Kapuzinerkresse (Tropaeolum majus), Schilfrohr (Phragmites australis), Gemüsekohl (Brassica oleracea) oder die Akelei (Aquilegia) zeigen, genauso wie manche Tiere (viele Insektenflügel), diesen Effekt, der in der Natur auf biologische Oberflächen beschränkt ist und in der Evolution vor etwa 500 Millionen Jahren mit der Eroberung des Lebensraumes Land entstand.
Die Selbstreinigungsfähigkeit wasserabweisender mikro-nanostrukturierter Oberflächen wurde in den 1970er Jahren von Wilhelm Barthlott entdeckt, und er schuf dafür 1992 den Namen Lotus-Effekt. Das Prinzip wurde seit Mitte der 1990er Jahre in bionische Produkte übertragen und ist für Handelsprodukte als Markennamen Lotus-Effekt geschützt. Aus dem Lotus-Effekt wurde der Salvinia-Effekt entwickelt, der bei der Reibungsreduktion von Schiffen und der Ölentsorgung eingesetzt wird.

## Schreibweise
Der Name der Pflanze kommt vom lateinischen „lotus“, das vom griechischen „lotos“ kommt.
Im Englischen wie im Deutschen gibt es zwei Schreibweisen: mit u oder o.

Im Englischen wird meist die Schreibweise mit u bevorzugt, im Deutschen ist es genauso.

## Funktionsprinzip

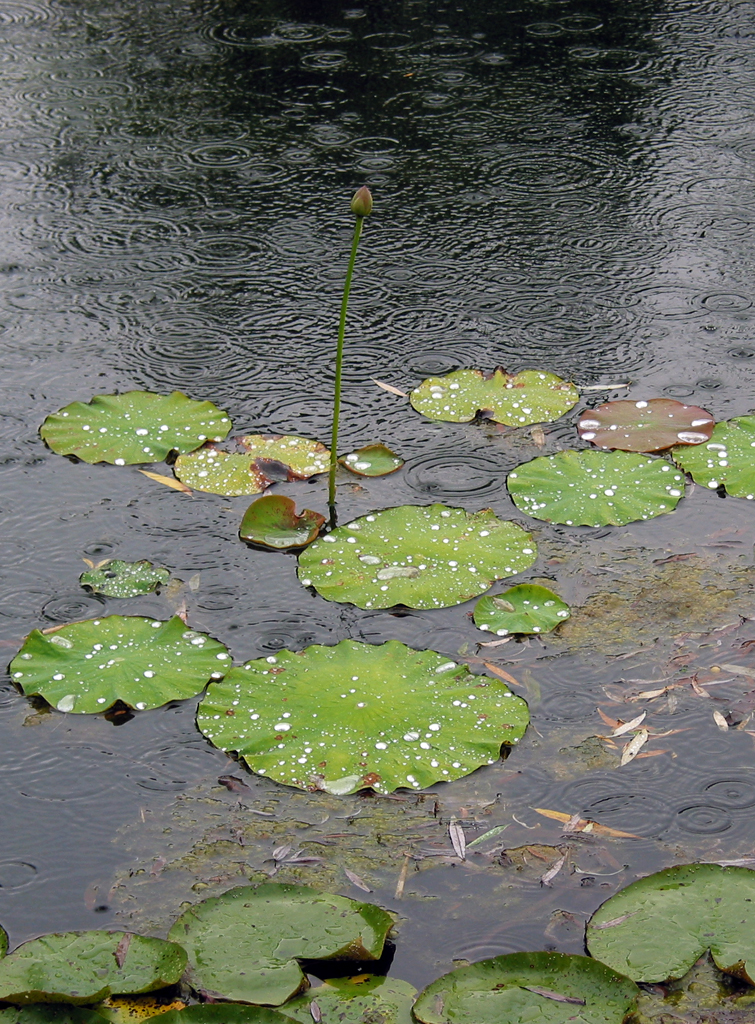
Auf den Lotosblättern bilden sich silbrig glänzende Regentropfen (Bildmitte), die Blätter der normalen Seerose (unterer Bildrand) werden komplett vom Wasser benetzt.

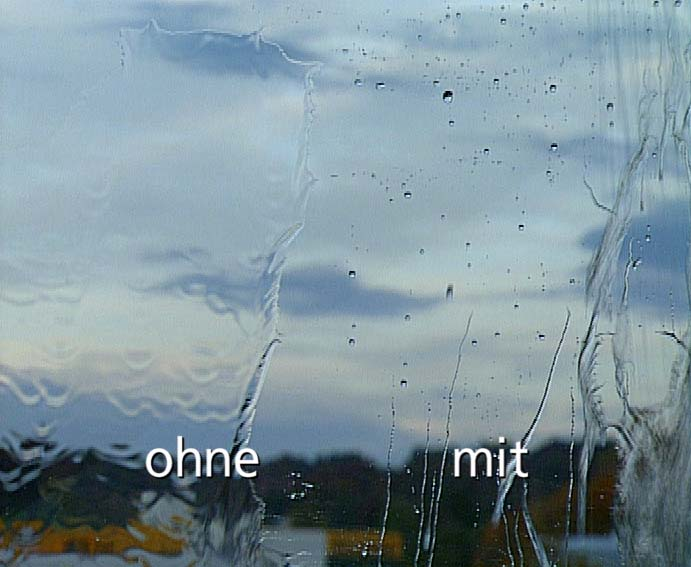
Unterschied zwischen einer benetzbaren (links) und einer hydrophoben (rechts) Glasoberfläche

Hydrophil, hydrophob und superhydrophob

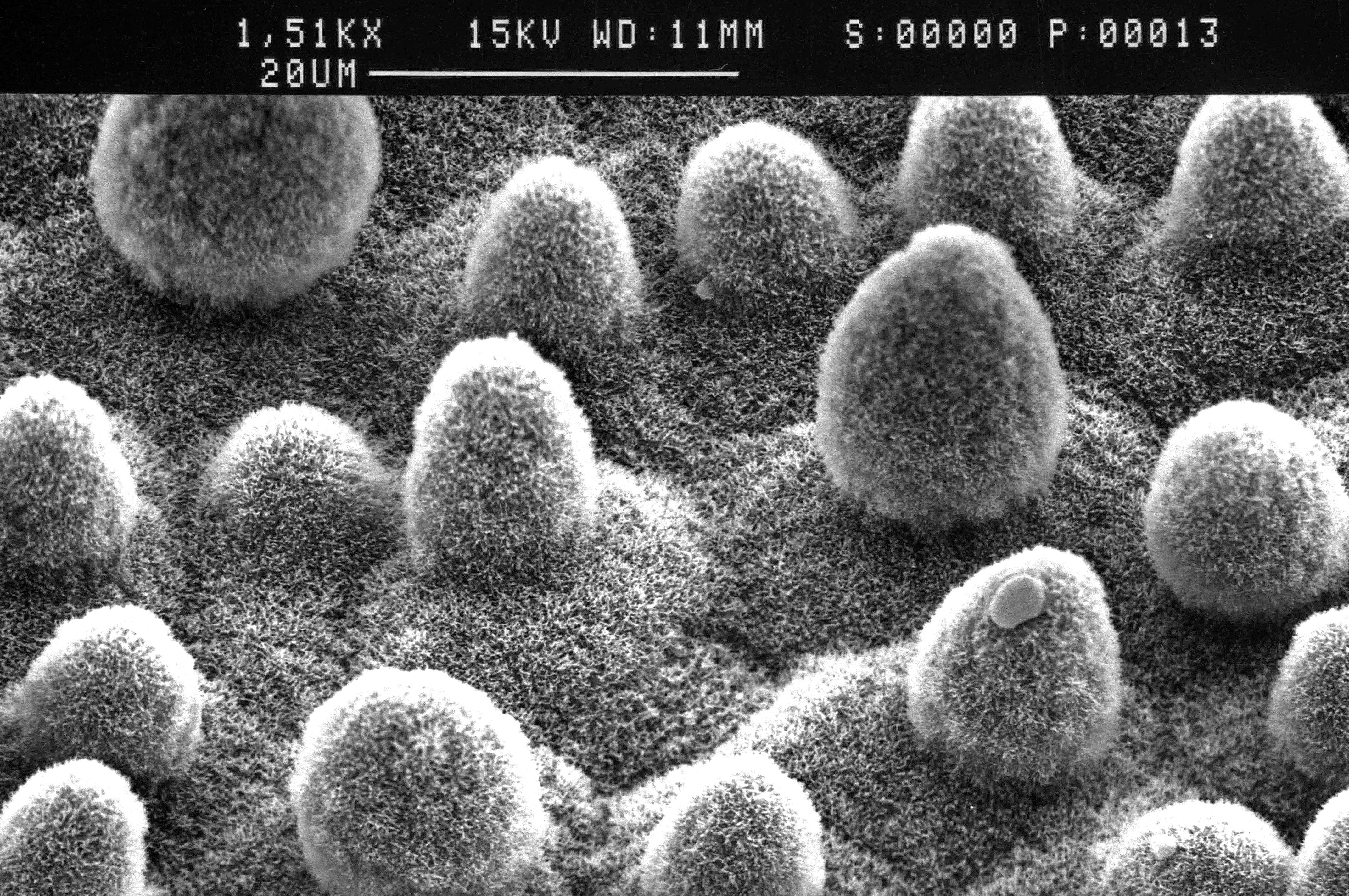
Oberfläche eines Lotusblattes im Raster-Elektronenmikroskop: Die Oberfläche der Epidermis mit ihren kegelförmigen Zellen ist von einem feinen, frotté-artigen Wachsbelag überzogen. Die Länge des Maßstabes (im Bild oben) beträgt 20 Mikrometer (μm).

Wassertropfen haben aufgrund ihrer hohen Oberflächenspannung die Tendenz zur Minimierung ihrer Oberfläche und versuchen daher, eine Kugelform zu erreichen. Bei Kontakt mit einer anderen Oberfläche wirken Adhäsionskräfte (Anhaftungskräfte an die Oberfläche), so dass es zur Benetzung derselben kommt. Abhängig von der Chemie und Feinstruktur der Oberfläche und der Oberflächenspannung der Flüssigkeit kann es zu vollständiger oder unvollständiger Benetzung kommen. Auf Lotusblättern und anderen entsprechend hierarchisch strukturierten Oberflächen rollen die Tropfen nicht nur ab, sondern sie rutschen wie Schlitten mit hoher Geschwindigkeit von der Oberfläche und reißen dabei auch Schmutzpartikel mit.
Die Ursache der Selbstreinigung liegt in einer chemisch hydrophoben (wasserabweisenden) und doppelt („hierarchisch“) strukturierten Oberfläche. Dadurch wird die Kontaktfläche und damit die Adhäsionskraft zwischen der Oberfläche und den auf ihr liegenden Partikeln und Wassertropfen so stark verringert, dass es zur Selbstreinigung kommt. Diese Doppelstruktur wird von charakteristisch geformten Zellen der Epidermis, deren äußerste Schicht Kutikula heißt, und den daraufliegenden feinen Wachskristallen gebildet. Die Epidermis der Lotospflanze bildet etwa 10 bis 20 Mikrometer hohe und 10 bis 15 Mikrometer voneinander entfernte Papillen, auf die die sogenannten epikutikularen Wachse aufgelagert sind. Hierbei handelt es sich um kristalline Stoffe. Diese Wachse sind hydrophob und bilden einen Teil der Doppelstruktur. Somit hat Wasser nicht mehr die Möglichkeit, an die Blattoberfläche zu gelangen, was zur Folge hat, dass sich die Kontaktfläche zwischen Wasser und Oberfläche drastisch verringert. Details der sehr komplizierten Physik der Selbstreinigung solcher Lotus-Oberflächen sind bis heute nicht vollständig verstanden.
Die Hydrophobie von Oberflächen wird über den Kontaktwinkel bestimmt. Je größer der Kontaktwinkel, desto hydrophober ist die Oberfläche. Oberflächen mit einem Kontaktwinkel <90° werden als hydrophil, solche mit einem Kontaktwinkel >90° als hydrophob bezeichnet. Bei einigen Pflanzen können Kontaktwinkel von über 160° (Superhydrophobie) erreicht werden. Das bedeutet, dass nur etwa 2 bis 3 % der Tropfenoberfläche mit der Oberfläche der Pflanze in Kontakt kommen, diese also eine extrem geringe Benetzbarkeit besitzt. Durch die Doppelstruktur der Lotospflanze können ihre Blätter einen Kontaktwinkel von über 170° erreichen, wodurch ein Tropfen eine Auflagefläche von nur etwa 0,6 % hat. Die Adhäsion zwischen Blattoberfläche und Wassertropfen ist dabei so gering, dass das Wasser abperlt.
Aufliegende Schmutzpartikel – die mit dem Blatt nur eine kleinere Kontaktfläche als mit der Flüssigkeit besitzen – werden dadurch mitgeführt und weggespült. Selbst hydrophobe Schmutzpartikel (z. B. Ruß) werden von der Pflanzenoberfläche abgewaschen, weil deren Adhäsion an der Pflanzenoberfläche geringer ist als am Wassertropfen. Die Physik des Lotus-Effektes ist letztlich so komplex, dass sie in einigen Details bis heute nicht vollständig verstanden ist.
Durch die zentrale Bedeutung der Oberflächenspannung wässriger Lösungen für die Minimierung der Kontaktfläche wird verständlich, dass die Selbstreinigung in dieser Form nicht bei stark benetzenden Lösungsmitteln auftreten kann. Deshalb stellen solche Oberflächen keinen Schutz gegen viele Sprayfarben dar, sondern können z. B. sogar zur Adsorption und Entsorgung von Öl eingesetzt werden.
Die biologische Bedeutung des Lotoseffekts liegt für die Pflanze u. a. im Schutz vor einer Besiedlung durch Mikroorganismen (z. B. durch Krankheitserreger), vor Pilzsporen oder vor Bewuchs mit Algen. Eine weitere positive Wirkung der Selbstreinigung ist das Verhindern von Verschmutzungen, die die Lichtausbeute des Blattes und damit die Photosynthese vermindern und Spaltöffnungen verschließen könnten. In ähnlicher Weise gilt dies auch für Tiere wie Schmetterlinge, Libellen und andere Insekten: Mit ihren Beinen können sie nicht jede Stelle ihres Körpers zum Säubern erreichen und müssten daher mit nassen Flügeln fliegen können.

## Technische Anwendungen
Die technische Anwendung und wirtschaftliche Bedeutung selbstreinigender Oberflächen ist außerordentlich hoch: Sie werden heute als Paradebeispiel in der Bionik angesehen und „gelten als das bekannteste Beispiel der Inspiration aus der Natur mit einer breiten Anwendung im Alltag und in der industriellen Produktion“. Bei dieser Eigenschaft durch Mikro- und Nanostrukturierung superhydrophober biologischer Oberflächen handelt es sich um ein rein physikalisch-chemisches Phänomen, und es lässt sich bionisch auf technische Oberflächen übertragen. Inzwischen gibt es z. B. weltweit Millionen Gebäude, die mit Lotuseffekt-Fassadenfarben ausgestattet sind.
Die Selbstreinigungsfähigkeit wasserabweisender nanostrukturierter Oberflächen wurde in den 1970er Jahren von Wilhelm Barthlott entdeckt und Mitte der 1990er Jahre mit mehreren Patenten geschützt.
Weiterhin sind Produkte, die auf dem Selbstreinigungseffekt basieren, durch die Marken „Lotus-Effekt“ bzw. „Lotus-Effect“ international umfassend geschützt. Exklusiver Markeninhaber ist die Sto AG in Stühlingen, unter anderem Hersteller der Fassadenfarbe „Lotusan“, welche 1999 von der Sto AG als erstes kommerzielles Produkt auf dem Markt eingeführt wurde.
Weitere Anwendungsbereiche sind selbstreinigende Gläser nach dem Prinzip der Lotospflanze von der Firma Ferro GmbH, die zum Beispiel an den Toll-Collect-Kameras eingesetzt werden. Die Firma Evonik Degussa GmbH hat Kunststoffe und Sprays entwickelt, die Oberflächen schmutzabweisend machen, z. B. für Autoreifen. Eine Übersicht potenzieller technischer Umsetzungsmöglichkeiten geben Yan u. a. (2011).
In der Werbung werden teilweise irreführend sogenannte „Easy-to-clean“-Oberflächen als selbstreinigende Oberflächen nach dem Lotosprinzip bezeichnet.
Die Schweizer Firmen HeiQ Materials AG und Schoeller Textil AG haben schmutzabweisende Textilien entwickelt, die Tomatensoße, Kaffee und Rotwein selbst nach mehrmaligem Waschen einfach ablaufen lassen. Eine weitere Einsatzmöglichkeit gibt es bei selbstreinigenden Markisen, Planen und Segeln, die sonst schnell verschmutzen und schwer zu reinigen sind.

## Forschungsgeschichte
Obwohl das Phänomen der Selbstreinigung von Lotos in Asien seit mindestens 2000 Jahren bekannt ist (Lotos ist unter anderem das Symbol der Reinheit im Buddhismus), wurde der physikalische Effekt erst seit Beginn der 1970er Jahre mit dem Einsatz der Rasterelektronenmikroskopie von dem Botaniker Wilhelm Barthlott erkannt, untersucht und in seinen Grundlagen erstmals 1976 physikalisch erklärt. Die ursprünglichen Arbeiten wurden vor allem an der Kapuzinerkresse durchgeführt. Die weitergehende wissenschaftlich grundlegende Analyse erfolgte an den Lotosblättern (W. Barthlott, C. Neinhuis 1997), diese Arbeit gehörte in ihrem Bereich im Jahr 2020 mit über 6500 Zitaten weltweit zu den am meisten zitierten wissenschaftlichen Publikationen. Mitte der 1990er Jahre gelangen diesen beiden Autoren auch die erste Umsetzung mit technischen Prototypen und die ersten Industriekooperationen. Seit Ende der 1990er Jahre haben vor allem Physiker und Materialwissenschaftler das Phänomen intensiv untersucht, und es existiert inzwischen eine sehr umfangreiche Literatur. Seit 2018 erscheinen jährlich rund 2000 wissenschaftliche Arbeiten zum Thema des Lotus-Effekts.
Für die Aufklärung des Funktionsprinzips der selbstreinigenden Oberflächen der Lotosblume und ihre Umsetzung in technische Produkte wurden die Arbeiten von Wilhelm Barthlott mit zahlreichen Preisen ausgezeichnet (1997 Karl-Heinz-Beckurts-Preis, 1998 Nominierung für den Deutschen Zukunftspreis des Bundespräsidenten, 1999 Philip-Morris-Forschungspreis, 1999 Deutscher Umweltpreis, 2005 Innovationspreis des Bundesministeriums für Bildung und Forschung und andere).

## Animationen
|  |  |